# Comuna de Janów Lubelski
Janów Lubelski (polaco: Gmina Janów Lubelski) é uma gminy (comuna) na Polónia, na voivodia de Lublin e no condado de Janowski. A sede do condado é a cidade de Janów Lubelski.
De acordo com os censos de 2004, a comuna tem 16 074 habitantes, com uma densidade 90,2 hab/km².

## Área
Estende-se por uma área de 178,24 km², incluindo:
- área agricola: 27%
- área florestal: 65%

## Demografia
Dados de 30 de Junho 2004:
|                      | Total   | Total | Mulheres | Mulheres | Homens  | Homens |
| -------------------- | ------- | ----- | -------- | -------- | ------- | ------ |
|                      | pessoas | %     | pessoas  | %        | pessoas | %      |
| População            | 16 074  | 100   | 8103     | 50,4     | 7971    | 49,6   |
| Densidade (pop./km²) | 90,2    | 100   | 45,5     | 45,5     | 44,7    | 44,7   |

De acordo com dados de 2002, o rendimento médio per capita ascendia a 1163,79 zł.

## Subdivisões
- Biała Pierwsza, Biała Druga, Borownica, Łążek Ordynacki, Momoty Dolne, Momoty Górne, Pikule, Ruda, Szklarnia, Ujście, Zofianka Górna.

## Comunas vizinhas
- Biłgoraj, Dzwola, Godziszów, Harasiuki, Jarocin, Modliborzyce, Pysznica